# Despesa não operacional
Despesas não operacionais são aquelas decorrentes de transações não incluídas nas atividades principais ou acessórias que constituam objeto da empresa.  Podem ser entendidas como despesas não operacionais, as subvenções para investimentos, inclusive mediante isenção ou redução de impostos, concedidas como estímulo à implantação ou expansão de empreendimentos econômicos e doações do Poder Público (RIR/1999, art. 443); 
Inversamente às receitas operacionais, as não operacionais são aquelas que não se relacionam diretamente com a natureza do negócio de uma companhia, tais como, receita de dividendos e indenizações de seguros. 